# Tschechoslowakisch-polnische Grenzkonflikte
Die tschechoslowakisch-polnischen Grenzkonflikte haben ihren Ursprung in der offiziellen Grenzziehung während des Bestehens des Vielvölkerstaates Österreich-Ungarn und den daraus nach dem Ersten Weltkrieg resultierenden neuen Grenzen. Durch die gemischte Bevölkerungsverteilung in den nördlichen Gebieten der Tschechoslowakei forderte Polen einige Grenzgebiete für sich ein:
- das Teschener Land, speziell das Olsa-Gebiet, siehe dazu Polnisch-Tschechoslowakischer Grenzkrieg
- die Arwa, speziell um den Ort Jabłonka herum
- die Zips, speziell der nördliche Teil um Nowa Biała (die sogenannte „Polnische Zips“)

## Konflikt um die Grenze im slowakischen Landesteil

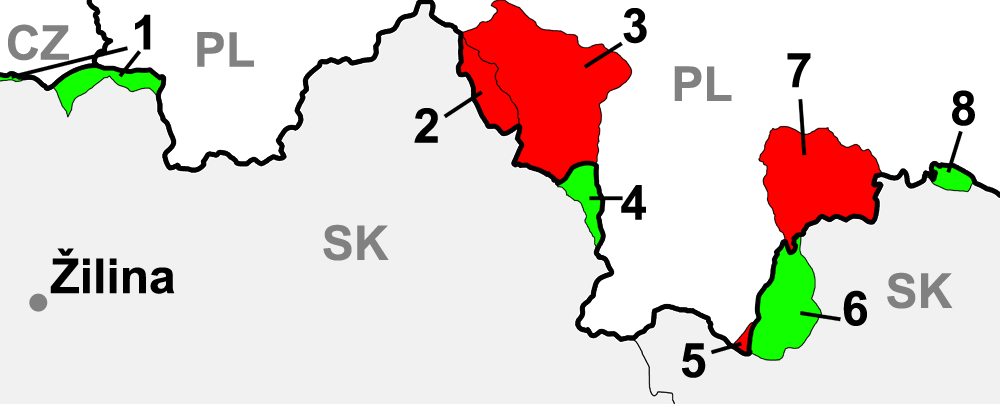
Nordslowakei mit Grenzveränderungen zu Polen, die rot gekennzeichneten Flächen wurden letztendlich Teil Polens, grün gekennzeichnete Gebiete behielt die Tschechoslowakei.

Ein winziger Teil der Zips (unterhalb des Rysy in Polen gelegen) kam schon 1902 im Zuge eines Gebietstausches zur österreichischen Reichshälfte, somit kam dieser Teil 1918 automatisch zum neu entstandenen polnischen Staat.
Nach der Gründung der Tschechoslowakei 1918 appellierten die  Slowakischen Staatsbürger polnischer Herkunft an Stefan Żeromski, welcher damals die Funktion des Präsidenten der Republik von Zakopane innehatte, um „Bruderhilfe“ gegen die „tschechische Invasion“. Am 6. November 1918 kam es zum Einmarsch polnischer Truppen in die Zips, diese mussten die besetzten Gebiete aber nach dem verlorenen Gefecht bei Kežmarok (7. Dezember 1918), der Inanspruchnahme der polnischen Truppen im Krieg gegen die sowjetische Armee und auch wegen starken Drucks der Entente wieder räumen. Im Juni 1919 kam es wiederum zur Besetzung der Nordzips und auch der Nordarwa. Sie forderten den ganzen Nordteil des Gebietes bis hin nach Poprad, dennoch kam es aber wieder zum Truppenrückzug auf Befehl Warschaus im Januar 1920.
Trotz der Zusage beider Staaten, die Bevölkerung über deren Schicksal in Referenden abstimmen zu lassen, kam es nicht dazu und es wurde um Vermittlung durch die internationale Gemeinschaft gebeten.
Auf der Pariser Friedenskonferenz reduzierte Polen seine Forderungen dann auf die nordwestliche Zips (mit dem Gebiet um Javorina) und die heute bestehende Grenze wurde im Großen und Ganzen auf einer Konferenz der Botschafter in Spa (Belgien) am 28. Juli 1920 festgelegt. Edvard Beneš in seiner damaligen Funktion als Außenminister stimmte einer Abtretung von 13 Ortschaften im Nordwesten der Zips (speziell Nowa Biała, Jurgów und Niedzica mit 195 km² Fläche und 8.747 Einwohnern, die sogenannte Polnische Zips) und 12 Ortschaften in der nordöstlichen Arwa (um den Ort Jabłonka herum mit 389 km² Fläche und 16.133 Einwohnern) an Polen zu, obwohl die meisten der Einwohner Slowaken waren. Polen forderte jedoch noch weitere Gebiete, vor allem jene um Javorina und Ždiar (beide in der Hohen Tatra) herum.
Der Konflikt wurde schließlich durch den Rat des Völkerbundes (Internationaler Gerichtshof) am 12. März 1924 beigelegt, wobei es zu einem Gebietstausch kam. Das Gebiet um den Ort Lipnica Wielka (slowakisch Nižná Lipnica,) kam zu Polen und im Gegenzug das Gebiet um die Orte Suchá Hora und Hladovka an die Tschechoslowakei. Der neue Grenzverlauf wurde dann auch in einem tschechoslowakisch-polnischen Vertrag am 24. April 1925 bestätigt und ist identisch mit dem heutigen Grenzverlauf. Für Polen blieb die Lage jedoch unbefriedigend.
Im Oktober 1938 besetzte Polen dann im Zuge der Ereignisse um das Münchner Abkommen und dem Wiener Schiedsspruch einige Gebiete im Norden der Slowakei, da es die schon erwähnten Gebiete um Suchá Hora und Hladovka, um Javorina sowie das Gebiet um den Ort Lesnica (polnisch Leśnica, in den Pieninen liegend), ein kleines Gebiet um Skalité und andere kleine Grenzgebiete abgetreten bekommen hatte (offiziell wurden die Gebiete erst am 1. November 1938 polnisches Staatsgebiet).
Die am 14. März 1939 neu entstandene Slowakei bekam jedoch alle bisher erwähnten Gebiete wegen der Teilnahme am Überfall auf Polen (mit Deutschland) am Beginn des Zweiten Weltkrieges offiziell am 21. November 1939 wieder zurück, begann aber schon im Oktober mit der Besetzung der Gebiete.
Im Januar 1945 wurden die Gebiete durch die sowjetische Rote Armee erobert und die Einwohner organisierten die Verwaltung analog dem Rest der Tschechoslowakei, wobei sie die polnischen Behörden daran hinderten, eine eigene Verwaltung aufzubauen. Der nunmehrige tschechoslowakische Staatspräsident Edvard Beneš entschied aber durch die Beneš-Dekrete, die Gebiete wieder an Polen zurückzugeben (formal am 20. Mai 1945 bestätigt), obwohl eine Volksbefragung in den Gebieten zeigte, dass 98 Prozent der Bevölkerung die nördliche Zips und Arwa bei der Tschechoslowakei sehen wollten. Auch massive Proteste durch Delegationen beim Präsidenten, Petitionen an Prag und Warschau und Proteste amerikanischer Slowaken und des Klerus brachten keinen Erfolg, und die Vorkriegsgrenzen wurden wiederhergestellt.
Polnische Truppen besetzten die Gebiete am 17. Juli 1945 und wiesen slowakische Richter, Geistliche und Lehrer aus. Es folgten Verfolgungen der Slowaken und Plünderungen in den annektierten Gebieten und es kam sogar zu Zusammenstößen mit dem Militär, bei denen einige Personen getötet wurden. Somit verließen zirka 6.000 Slowaken (fast ein Viertel der Bevölkerung) bis 1947 die nunmehr polnischen Gebiete, die meisten Zipser siedelten sich in Kežmarok, Poprad, der neu entstandenen Industriestadt Svit sowie in den nun entvölkerten ehemals deutschsprachigen Ortschaften bei Kežmarok an, die Bevölkerung der Arwa ging hauptsächlich nach Mährisch-Schlesien und in die entvölkerten ehemals deutschsprachigen Orte im Sudetenland.
Am 10. März 1947 schließlich wurde nach langen Verhandlungen ein Vertrag zwischen beiden Ländern geschlossen, welcher die Grundrechte der Slowaken in Polen sichern sollte. Als Folge eröffneten 41 slowakische Grundschulen und eine höhere Schule in Polen, die meisten wurden aber durch polnische Behörden in den 1960er Jahren wieder geschlossen.

## Auflistung der abgetretenen Gebiete

### Zips

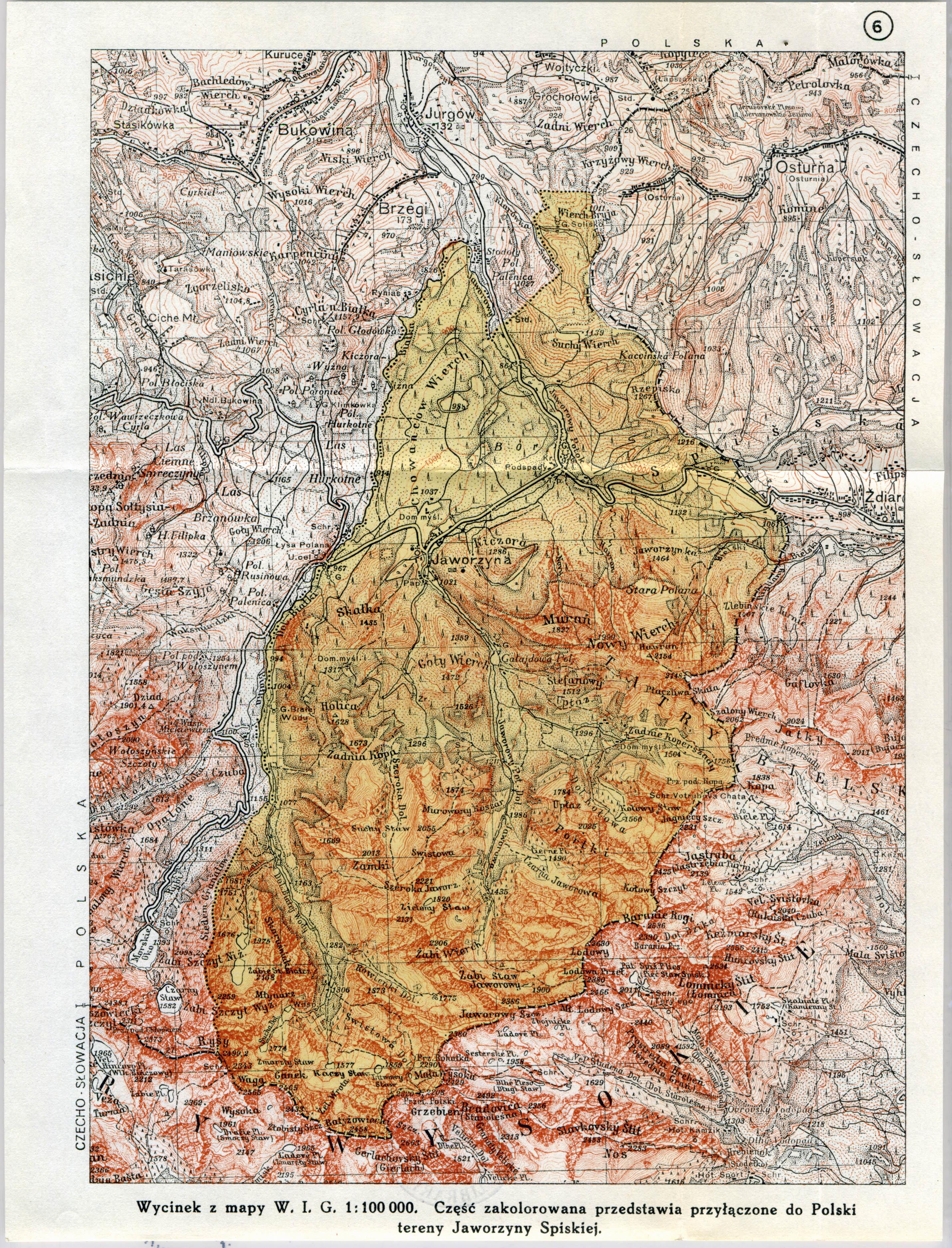
Gebietsansprüche in der Zips um Tatranská Javorina

#### Gebiet um Nowa Biała/Nová Belá
- Nowa Biała (slowakisch Nová Belá, deutsch Neubela)
- Frydman (slowakisch Fridman, deutsch Friedmann)
- Krempachy (slowakisch und deutsch Krempach)
- Trybsz (slowakisch Tribš, deutsch Tripsch)
- Dursztyn (slowakisch Durštín, deutsch Dornstein)
- Jurgów (slowakisch Jurgov, deutsch Joerg)
- Rzepiska (slowakisch Repiská, deutsch Reps)
- Czarna Góra (slowakisch Čierná Hora, deutsch Schwarzberg)
- Łapsze Wyżne (slowakisch Vyšné Lapše, deutsch Oberlapsch)
- Łapsze Niżne (slowakisch Nížné Lapše, deutsch Unterlapsch)
- Niedzica (slowakisch Nedeca, deutsch Niest)
- Kacwin (slowakisch Kacvín, deutsch Katzwinkel)
- Łapszanka (slowakisch Lapšanka, deutsch Kleinlapsch)

#### Gebiet um (Tatranská) Javorina
- Tatranská Javorina (polnisch Jaworzyna Spiska, deutsch Uhrngarten)
- Podspády (polnisch Podspady, deutsch Fluder)

#### Gebiet um Lesnica
- Lesnica (deutsch Lechnitz)

### Arwa

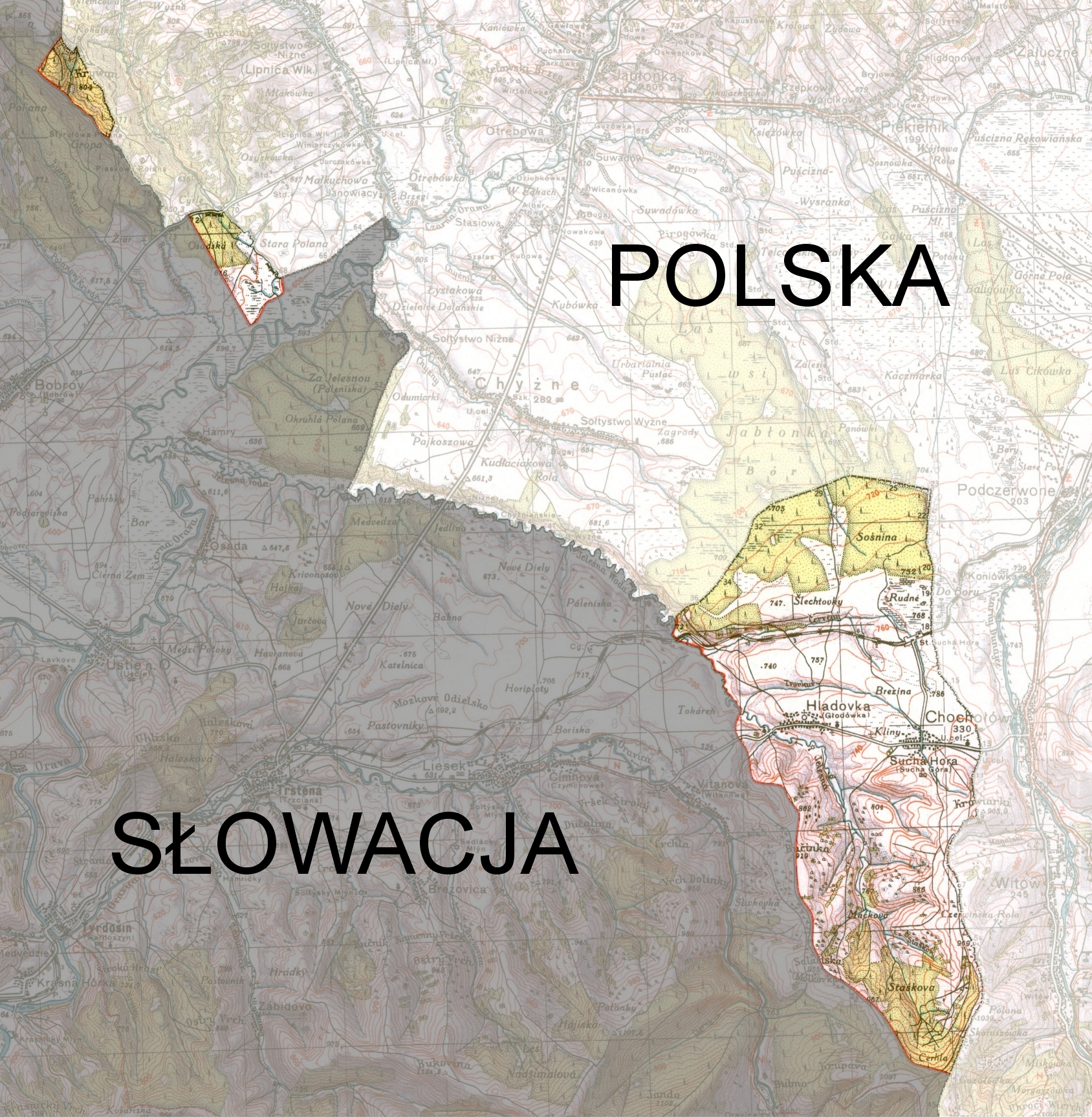
Gebietsansprüche in der Arwa um Suchá Hora

#### Gebiet um Jabłonka/Jablonka
- Podsarnie (slowakische Srnie)
- Podwilk (slowakisch Podvlk)
- Harkabuz (slowakisch Harkabúz)
- Zubrzyca Dolna (slowakisch Nižná Zubrica)
- Zubrzyca Górna (slowakisch Vyšná Zubrica)
- Orawka (slowakisch Oravka)
- Podszkle (slowakisch Bukovina-Podsklie)
- Piekielnik (slowakisch Pekelník)
- Jabłonka (slowakisch Jablonka)
- Chyżne (slowakisch Chyžné)
- Lipnica Mała (slowakisch Nižná Lipnica)
- Lipnica Wielka (slowakisch Vyšná Lipnica)

#### Gebiet um Suchá Hora
- Hladovka (polnisch Głodówka)
- Suchá Hora (polnisch Sucha Góra)

### Gebiet um Skalité
- Skalité (polnisch Skalite)
- Čierne (polnisch Czerne)
- Svrčinovec (polnisch Świerczynowiec)